# Solbiate con Cagno
Solbiate con Cagno är en kommun i provinsen Como i regionen Lombardiet i Italien. Kommunen hade 4 688 invånare (2019).
Kommunen Solbiate con Cagno bildades den 1 januari 2019 genom en sammanslagning av de tidigare kommunerna Cagno och Solbiate.